# آویتل رونل
آویتل رونل (انگلیسی: Avital Ronell؛ زادهٔ ۱۵ آوریل ۱۹۵۲)، فیلسوف، مترجم، استاد دانشگاه، منتقد ادبی، روزنامه‌نگار، و نویسنده اهل ایالات متحده آمریکا است. تحقیقات و فعالیت‌های وی در زمینه‌های فلسفه قاره‌ای، نقد ادبی، روان‌کاوی، فلسفه فمینیستی، فلسفه سیاسی و فلسفه اخلاق است.